# El Coco, Guerrero
El Coco är en ort i Mexiko.   Den ligger i kommunen Juchitán och delstaten Guerrero, i den södra delen av landet, 300 km söder om huvudstaden Mexico City. El Coco ligger 199 meter över havet och antalet invånare är 238.
Terrängen runt El Coco är platt söderut, men norrut är den kuperad. Terrängen runt El Coco sluttar söderut. Runt El Coco är det ganska glesbefolkat, med 34 invånare per kvadratkilometer. Närmaste större samhälle är Azoyú, 11,8 km nordost om El Coco. Omgivningarna runt El Coco är en mosaik av jordbruksmark och naturlig växtlighet.